# Швара, Данило
Данило Швара (словен. Danilo Švara; 2 апреля 1902, Сан-Джузеппе-делла-Кьюза, Австро-Венгрия (ныне в составе коммуны Сан-Дорлиго-делла-Валле, Италия) — 25 апреля 1981, Любляна) — словенский дирижёр и композитор.
Учился в гимназиях городов Пазин, Крань и Горица, среди его гимназических учителей одно время был музыкант и художник Саша Шантель. В 1917—1920 годах изучал музыку в Любляне, затем в 1920—1922 годах учился в Институте международной торговли в Вене, одновременно занимаясь частным образом у пианиста Антона Троста. В 1922—1925 годах изучал политологию и право во Франкфуртском университете, одновременно брал частные уроки у Германа Шерхена (дирижирование) и Фрица Малаты (клавир). В 1925—1927 годах работал корепетитором оперного театра в Любляне, затем вернулся во Франкфурт, чтобы получить формальное музыкальное образование: учился в Консерватории Хоха у Бернхарда Зеклеса (композиция), Германа фон Шмайделя и Людвига Роттенберга (дирижирование).
С 1930 года и до конца жизни работал в Любляне (с перерывом в 1941—1943 годах, когда занявшие Словению итальянские оккупационные власти интернировали его в Триесте). Дирижировал в Люблянской опере, в 1957—1959 годах был её директором. Преподавал фортепиано, а затем — дирижирование в Люблянской консерватории (в дальнейшем Люблянская академия музыки), с 1952 года — экстраординарный, с 1962 года — её ординарный профессор; среди его учеников, в частности, был Урош Лайовиц.
К наиболее известным сочинениям Швары принадлежит балет «Нина» (1962). Он написал также 4 оперы, в том числе «Океан» (1963, по Леониду Андрееву), три симфонии, многочисленные камерные, фортепианные, вокальные сочинения. В ранних сочинениях 1930-х годов увлечение атональностью сочеталось с неоклассическими устремлениями; в позднейших работах 1960-х годов Швара вернулся к интересам своей молодости, а также отдал дань додекафонии. В 1950—60-е годы выступал также как музыкальный критик.
Сын — Игор Швара (род. 1947), также дирижёр.